# Nellie Brown Mitchell
Pour les articles homonymes, voir Brown et Mitchell.
Nellie Brown Mitchell, née en 1845 à Dover (New Hampshire) et morte le 5 janvier 1924 à Boston, est une chanteuse afro-américaine, considérée comme « l'une des meilleures cantatrices de Boston ».

## Biographie

Nellie Brown Mitchell dans un journal en 1905.

Née en 1845, elle est la fille de Charles J. Brown et Martha A. Runnels Brown. Elle suit une formation de chanteuse au Conservatoire de musique de la Nouvelle-Angleterre et obtient un diplôme en 1879. Sa sœur Edna Brown Bagnall est également chanteuse et la rejoint parfois lors de concerts,. Leur frère Edward Everett Brown est avocat, par ailleurs militant anti-lynchage, installé à Boston.
Nellie Brown Mitchell devient une chanteuse populaire dans les églises de la Nouvelle-Angleterre. Durant un temps, elle est soprano principale de quatre églises blanches de Boston. Elle donne des concerts dans toute la région de la Nouvelle-Angleterre et au-delà,. En 1874, elle se produit au Steinway Hall de New York.
Dans les années 1880, elle part en tournée avec la Bergen Concert Company. Elle crée également sa propre compagnie, la Nellie Brown Mitchell Concert Company. De 1879 à 1886, elle est directrice musicale de la Bloomfield Street Church à Boston. Elle chante lors de la première réunion de la National Negro Business League (en), à Boston, en 1900,. Elle chante aussi aux funérailles de l'abolitionniste William Lloyd Garrison en 1879 puis se produit comme soliste lors de la célébration du centenaire de sa naissance en 1905,.
Nellie Brown Mitchell dirige le département vocal de la Hedding Academy, dans le New Hampshire. En 1876, elle prend la tête d'un groupe de 50 filles pour une cantate, Laila, the Fairy Queen, dans le cadre du Centennial Musical Festival à Boston. Après avoir arrêté de se produire en tournées, elle enseigne les techniques vocales à des étudiantes afro-américaines à Boston. En 1909, elle organise et anime la première réunion du Chaminade Musical Club, pour « les principales musiciennes » de Boston, du nom de la compositrice française Cécile Chaminade.
Elle invente le « phoneterion », un appareil destiné à aider à entraîner les étudiants en chant à avoir une bonne position de leur langue,.
En juillet 2023, le Black Heritage Trail du New Hampshire inaugure une plaque à l'entrée du cimetière de Pine Hill à Dover, en hommage à Nellie Brown Mitchell. Cet évènement entre dans le cadre d'une initative plus vaste, Mapping Untold Stories, afin de mettre en valeur l'histoire des Noirs du New Hampshire.

## Vie privée
Nellie E. Brown épouse Charles Lewis Mitchell (en), vétéran handicapé de la guerre de Sécession, ayant perdu un pied alors qu'il était membre du 55e régiment d'infanterie du Massachusetts. Il est également l'un des deux premiers membres afro-américains de la Chambre des représentants du Massachusetts, avec Edward G. Walker (en).
Nellie Brown Mitchell devient veuve en 1912. Elle meurt à Roxbury (Boston) en 1924, à l'âge de 78 ans,.